# Дяченко-Цах Оксана Іллівна
Оксана Іллівна Дяче́нко-Цах (нар. 11 травня 1960, Київ — 27 грудня 2001, Київ) — український графік. Дочка художників Валентини та Іллі Дяченків, сестра скульптора Олександра Дяченка.

## Біографія
Народилася 11 травня 1960 року в місті Києві (нині Україна). 1978 року закінчила Київську середню художню школу, де навчалася у Зої Лерман-Луцкевич; 1988 року — Київський поліграфічний факультет Українського поліграфічного інституту, де навчалася у Бориса Валуєнка. Співпрацювала із журналом «Україна». Померла в Києві 27 грудня 2001 року.

## Творчість
Працювала у галузі книжкової і станкової графіки. Серед робіт:
- «Причинна» (1990-ті, акварель);
- «Бабуся у лісі» (1990-ті, монотипія);
- «Ворожка» (1990);
- «Спогади про Північну Африку» (1990);
- «Художник» (1992, папір, вугілля);
- «В. Цах» (1995);
- «Птах» (1995);
- «Сутінки» (1998);
- «У душі» (1999);
- «Невідомий» (1999);
- «Хлопчик» (2000).

Брала участь у всеукраїнських та зарубіжних мистецьких виставках з 1992 року. Персональна посмертна виставка відбулася у Києві у 2004 році.